# Baalshamin

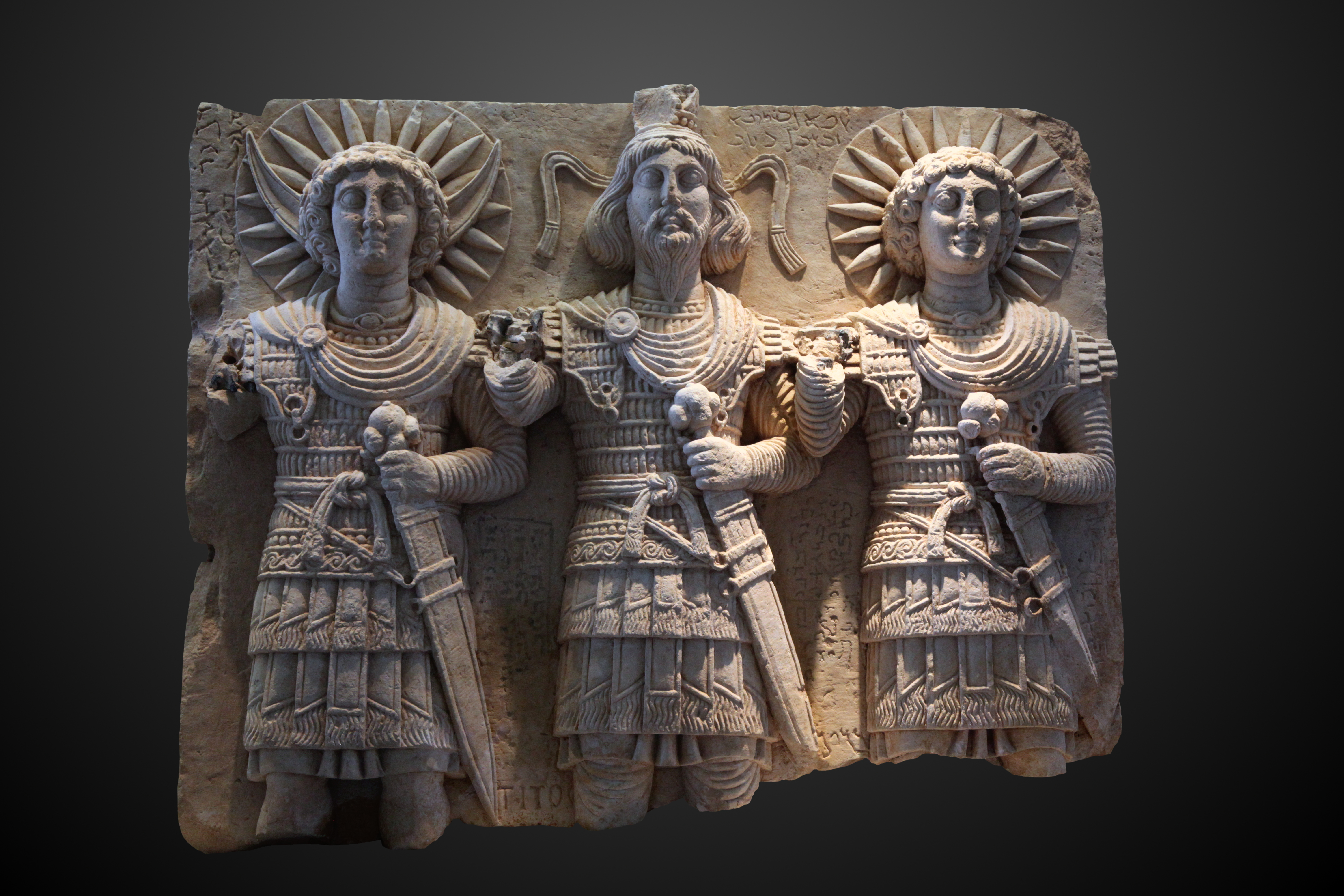
Triade palmyrénienne : Baalshamin, maître des cieux entre le dieu Lune Aglibôl et le dieu Soleil Malakbêl, Ier siècle apr. J.-C., musée du Louvre.

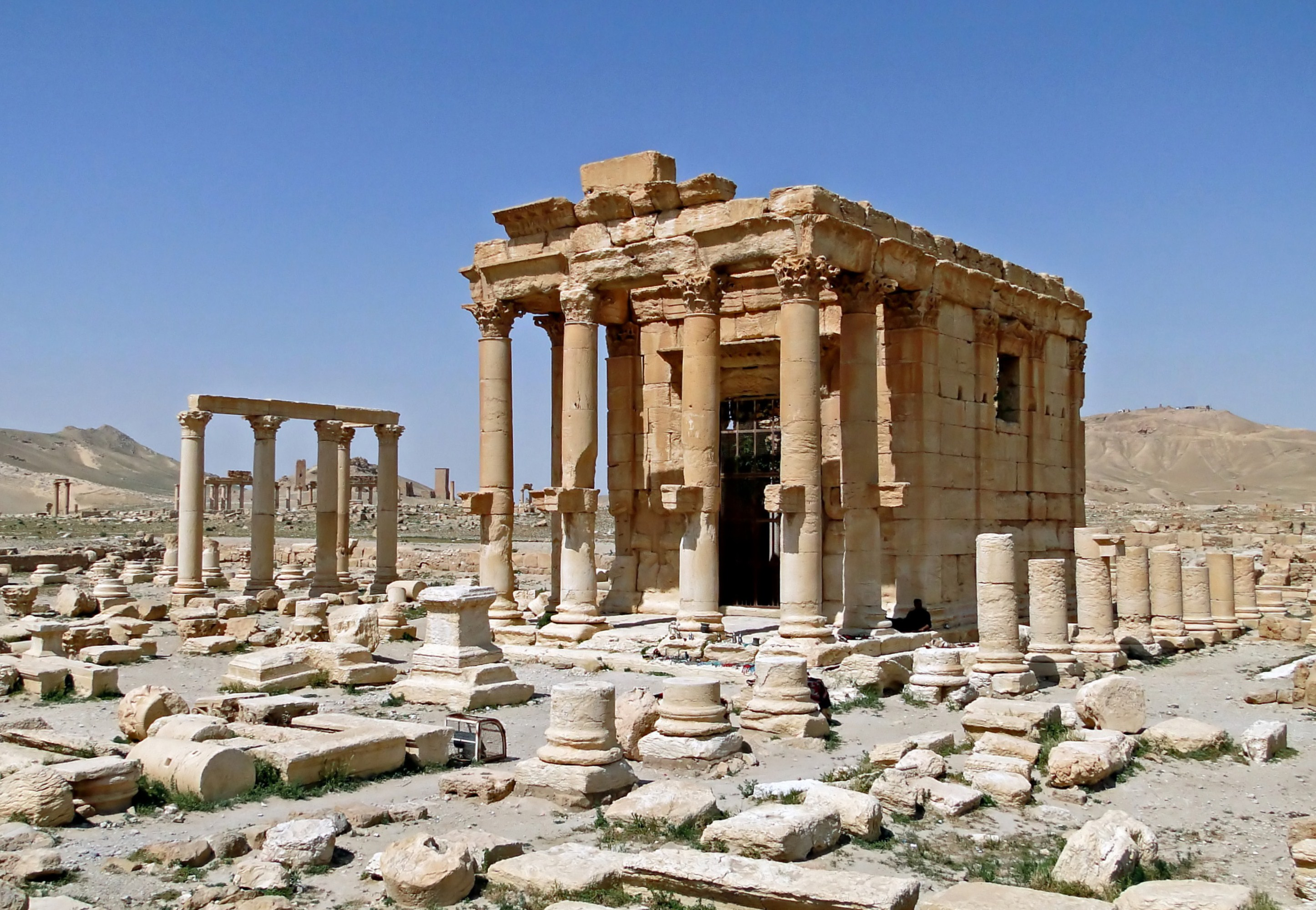
Temple de Baalshamin à Palmyre avant sa destruction

Baalshamin (ou Baal Shamen ܒܥܠ ܫܡܝܢ en araméen) est le dieu des cieux phénicien, chef des déités de la plupart des peuples sémitiques occupant l'est méditerranéen, et vénéré même en Égypte et à Rome. Baalshamin est le roi des dieux, après avoir conquis la royauté d'un autre dieu, Yam, le dieu des mers.
Il est le prince et maître de la terre, de la pluie et de la rosée, qui a combattu contre Mot, dieu de la mort, stérilité et sécheresse. Selon les résultats de ce combat, un cycle de sept ans de fertilité et d'abondance ou de sécheresse et de famine suivront. Au fil du temps, Baalshamin (nom d'origine pehlevi arsacide) est de plus en plus considéré comme la projection sur terre du dieu Mithra, fort populaire dans les légions romaines.

## Palmyre
Le temple de Ba’al-Shamin à Palmyre fut érigé en 17 apr. J.-C. Il est agrandi et embelli par l'empereur romain Hadrien en 130 et développé sous le règne du prince de Palmyre Odénat. Un portique menant à la cella présente de notables vestiges. Ce temple, à la découverte duquel le nom de l'archéologue français Robert du Mesnil du Buisson reste attaché, est détruit par l'État islamique le 23 août 2015. Irina Bokova, directrice générale de l'UNESCO  déclarera après sa destruction : « Malgré les obstacles et le fanatisme, la créativité humaine prévaudra, les édifices et les sites seront réhabilités et certains d’entre eux seront reconstruits ».